# Wadi Safad
El Wadi Safad (en árabe: وادي صفد‎, romanizado: Wādī Şafad) es un valle o río seco, con caudal efímero o intermitente, que fluye casi exclusivamente durante la temporada de lluvias, situado al noreste de los Emiratos Árabes Unidos, en el Emirato de Fuyaira.
Forma su propia cuenca hidrográfica, que abarca un área aproximada de 50 km², que limita al norte con la del Wadi Madha y al sur y al oeste con la del Wadi Ham.
El wadi nace en la vertiente norte del Jabal Jabsah/Jabal Yabsah (874 m s. n. m.), y discurre de oeste a este, zigzagueando entre las escarpadas colinas, de escasa elevación, situadas al sur del macizo de Shimayyliyah (en inglés: Shimayliyah Range), compuestas casi en su totalidad de harzburgita, con un relieve muy empinado y accidentado, que generalmente culmina en cimas rocosas y estrechas. La harzburgita se desgasta fácilmente en la superficie de la tierra, y las laderas, que tienen poca vegetación, a menudo están llenas de pequeñas astillas erosionadas, que provocan ascensos traicioneros.

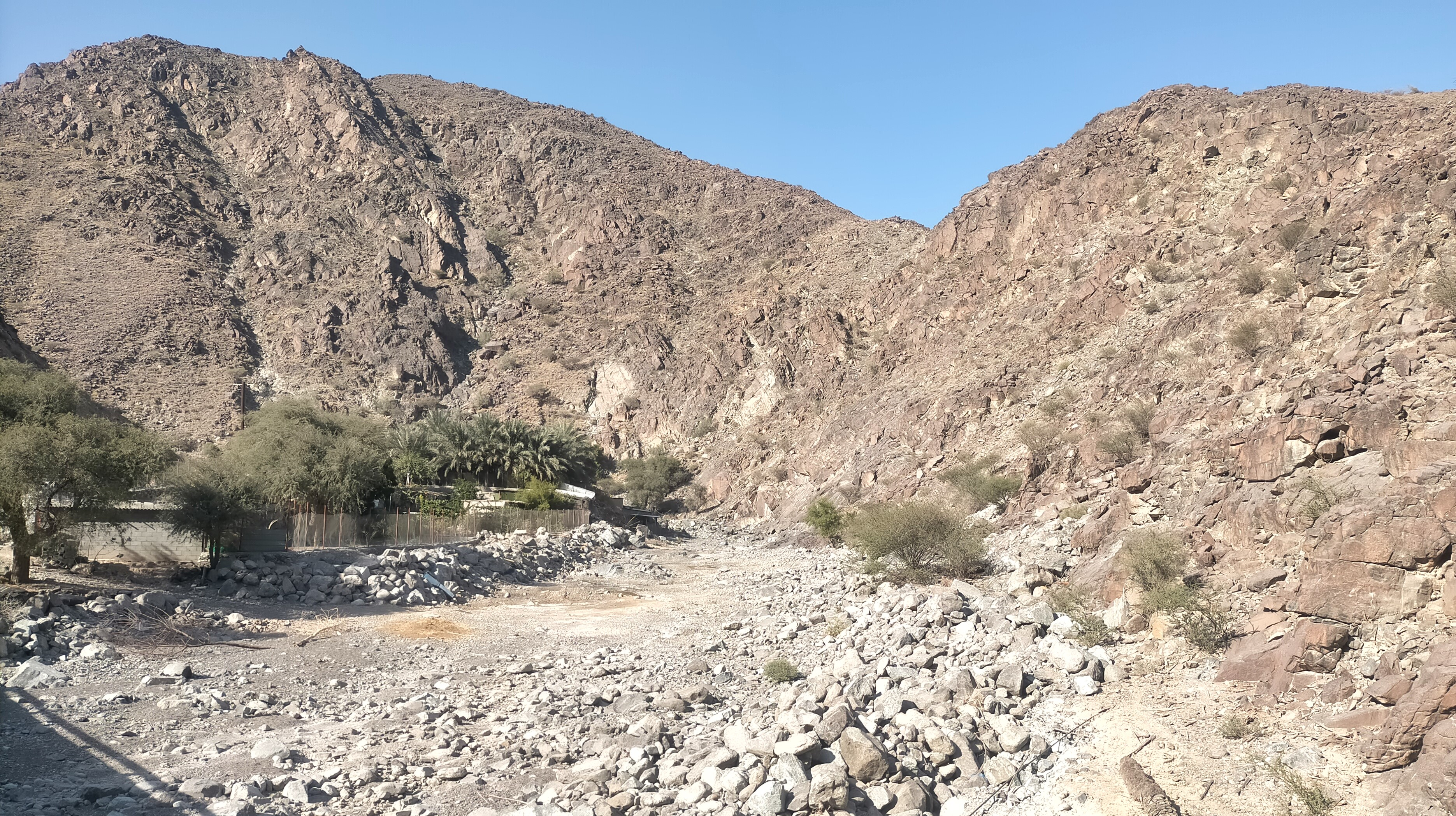
Wadi Safad, poco antes del Wadi Safad Breaker (B)

A lo largo del curso alto y medio del Wadi Safad, y en sus laderas, existen vestigios de antiguos poblados, terrazas de cultivo y palmerales, que ponen de manifiesto que en un pasado no tan lejano, el wadi contaba con una importante población permanente, dedicada principalmente a la agricultura y la ganadería.
El cauce de su curso inferior, en la que el wadi confluye con su único importante afluente, el Wadi Thayb/Wādī Thе̄b, ha sido transformado y desviado de su trayectoria natural a medida que se aproxima a los suburbios y zonas industriales de las poblaciones costeras, a causa de la construcción de carreteras, polígonos industriales y nuevas urbanizaciones.

## Estudios arqueológicos
En un estudio arqueológico inicial, realizado en el Wadi Safad en 1994, se observó la existencia de una serie de mojones de piedra que son de fecha preislámica, similares a los mojones y tumbas existentes al sur de Ras al Jaima, en el Wadi Al Qor, e incluso a las tumbas de Wadi Suq. La presencia islámica posterior se caracteriza especialmente por terrazas de cultivo, definidas por contrafuertes de piedra, con sistemas de riego asociados.
Estudios posteriores permitieron identificar otros vestigios arqueológicos del período preislámico tardío (siglos XVI/XVII), que se encuentran en la cima de una colina que domina un meandro del wadi, antes del pueblo de Safad Al Qrayyah (coordenadas: 25°13′8.0″ N 56°18′25.3″ E), e incluyen un husn fortificado, con una inscripción coránica, una mezquita vecina y una variedad de casas, estructuras de tiendas y un cementerio.

## Presas y embalses

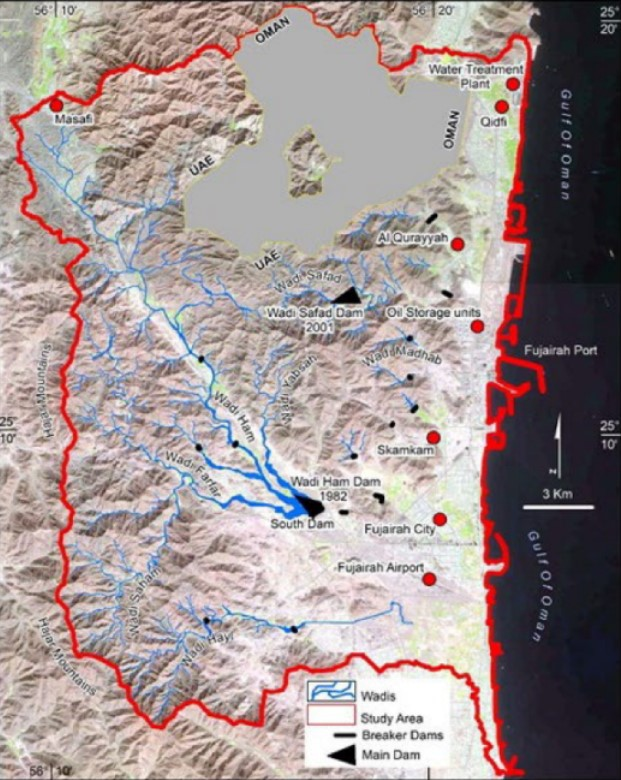
Wadi Safad, Wadi Ham y otros - Mapa - Zonas con mayor riesgo de sufrir inundaciones, en la región árida próxima a la ciudad de Fuyaira (EAU).

Como en otras regiones de los EAU, la zona costera de Fuyaira se ve ha visto ocasionalmente afectada por lluvias inusualmente intensas e inundaciones.
Para prevenir el peligro de inundaciones repentinas y aumentar el potencial de recarga de aguas subterráneas, se construyó en 2001, en el cauce del Wadi Safad, una presa, de 17 metros de altura, con un embalse de 0,072 km² y capacidad de 0,26 millones de metros cúbicos, denominada Wadi Safad Dam (12A) (coordenadas: 25°13′16″N, 56°17′54″E).
También en 2001 se construyeron dos presas más pequeñas, la Wadi Safad Dam (12B) (coordenadas: 25°13′9″ N, 56°18′48″ E), con 3 metros de altura y un embalse con capacidad de 0,0025 millones de metros cúbicos; y la Wadi Safad Dam (12C) (coordenadas: 25°13′22″ N, 56°20′26″ E), también de 3 metros de altura, y un embalse con capacidad de 0,07 millones de metros cúbicos.

## Toponimia
Nombres alternativos: Wādī Şafad, Wadi Safad
El nombre y referencias cartográficas del Wadi Safad, quedaron registrados en la documentación y mapas elaborados entre 1950 y 1960 por el arabista, cartógrafo, militar y diplomático británico Julian F. Walker, durante los trabajos efectuados para el establecimiento de fronteras entre los entonces denominados Estados de la Tregua, completados posteriormente por el Ministerio de Defensa del Reino Unido, en mapas a escala 1:100 000 publicados en 1971.
En el Atlas Nacional de Emiratos Árabes Unidos consta con la grafía Wādī Şafad.

## Población
Toda el área próxima al Wadi Safad estuvo poblada históricamente por la tribu Sharqiyin, principalmente por la sección tribal Hafaitat/Ḩufaitāt.